# Journal of Chemical Physics
Journal of Chemical Physics es una revista científica, que publica artículos de investigación en todas las áreas de la química física. Cada año se publican dos volúmenes, de 24 números cada uno, es decir, la periodicidad es aproximadamente semanal. Es publicada desde 1933 por el Instituto Americano de Física.
Según el Journal Citation Reports, el factor de impacto de esta revista era 3.164 en 2012. La actual directora de la publicación es Marsha I. Lester (Universidad de Pensilvania, Estados Unidos)

## Editores
Los editores de la revista han sido los siguientes:
- 2008-presente: Marsha I. Lester
- 2007–2008: Branka M. Ladanyi
- 1998–2007: Donald H. Levy
- 1983–1997: John C. Light
- 1960–1982: J. W. Stout
- 1958–1959: C. A. Hutchison
- 1956–1957: J. E. Mayer
- 1953–1955: C. A. Hutchison
- 1942–1952: J. E. Mayer
- 1933–1941: H. C. Urey